# Битка за Зајечар (1883)
Битка за Зајечар (27. октобра/8. новембра 1883), сукоб између устаника и краљевске војске и жандармерије током Тимочке буне. Део побуњене Народне војске из бољевачког среза покушао је да заузме војна складишта у Зајечару како би се снабдели оружјем и муницијом, али их је малобројна посада стајаће војске натерала на повлачење.88.

## Позадина

### Разоружавање народне војске
Народна Скупштина Краљевине Србије, у којој је напредњачка влада имала вештачки створену већину пошто су посланици Народне радикалне странке  избачени из Скупштине и замењени другопласираним кандидатима (неки од ових кандидата имали су само по два гласа, па је Народна Скупштина у радикалској штампи прозвана Двогласна Скупштина), изгласала је нови Закон о устројству војске 27. децембра 1882. По том Закону, сви војни обвезници од навршене 20. до навршене 50. године, после одслужења војног рока у сталном кадру (у касарни), сматрани су заправо резервистима активне војске. И то првог позива до навршене 30. године, другог позива од 31. до 37, а трећег позива од 38. до навршене 50. Овај закон предвиђао је укидање и разоружање дотадашње Народне војске, која је постојала од 1861. и изнела главни терет ратова са Турцима 1876-1878. Стога су 25. јуна 1883. према наредби министра војног образоване пописне комисије које су крајем септембра, по завршетку претходног рада у штабовима, кренуле по срезовима (седиштима територијалних батаљона Народне војске) са задатком да покупе, што је у пракси значило да одузму, државно оружје од обвезника дотадашње прве и друге класе Народне војске „као непотребно“, пошто ће се постојеће, застареле пушке (Пибоди модел 1870) заменити новим (пушке Маузер-Кока), али им се „неће давати на руке“ него ће остати у војним магацинима. Упркос наређењима владе и локалних власти, војни обвезници у свим крајевима Србије нерадо су предавали оружје државним властима, пошто се поседовање оружја сматрало неотуђивим правом сваког грађанина и гаранцијом личне и имовинске безбедности, као и политичких права. Отпору бивших војника допринела је и пропаганда опозиционе Народне радикалне странке, чији је лист Самоуправа тих дана објавио два веома популарна чланка под речитим насловима Не дајте оружје и Силу силом одбијте, у којима је одузимање оружја од народа проглашавано неуставним и нелегалним, и народ се подстицао да се ако треба и силом одупре насиљу власти које крше његова уставна права. Иако је немира и отпора предаји оружја било у свим крајевима, отворени отпор и побуна избили су само у три округа Тимочке крајине - Црноречком (Зајечарском), Алексиначком и Књажевачком.

### Побуна у Бољевачком срезу
Побуна у Кривом Виру 20. октобра 1883. завршила се устаничком победом без борбе: из овог догађаја сукобљене стране извукле су потпуно супротне закључке.  Са једне стране, влада је закључила да се овакав устанички покрет може угушити само безобзирном применом силе. На другој страни, устаници су поверовали да ће пуком демонстрацијом силе од стране окупљеног наоружаног народа, без борбе, уплашити и отерати владине трупе које не смеју да пуцају на сопствени народ. Ово погрешно схватање довело је устанике у неповољан положај у свим каснијим сукобима током Тимочке буне.
Очекујући оштар одговор власти на побуну у Кривом Виру, главне вође радикала у Бољевцу су већ у зору 21. октобра окупиле народ и заузеле среско начелство, али је срески начелник још током ноћи умакао у Зајечар, поневши са собом благајну са управо прикупљеним данком. Бунтовничке страже већ су контролисале друмске и планинске прелазе. Бољевац је био средиште среза, а тиме и локалног батаљона српске Народне војске: у подне је засвиран збор Народне војске и до вечери се на зборном месту окупило 1.000-2.000 наоружаних људи из Бољевца и неколико околних села (Планиница, Илино, Врбовац, Добрујевац). На челу наоружаних маса била су три учитеља: Тихомир Маринковић, Неша Магдић и Михаило Ступаревић, али је врховну команду преузео бивши радикалски посланик, поп Маринко Ивковић, који је позвао окупљене да одмах крену у помоћ Кривовирцима. Само један од присутних сељака се успротивио побуни, али је одмах добио ударац мотком по глави, од кога се онесвестио. Када се сазнало да у Кривом Виру нема војске, а да су сами Кривовирци кренули према Честобродици да тамо поседну одбрамбене положаје, бољевачки устаници су такође кренули на Честобродицу, где су се улогорили 23. октобра. Ту је за команданта логора одређен четовођа Сава Милићевић, земљорадник из Кривог Вира, где се скупило око 2.000-3.000 устаника.

### Одговор власти
Већ 21. октобра краљевим указом проглашено је ванредно стање у Црноречком округу, успостављен је Преки суд и упућен је генерал Тихомиљ Николић на челу 8 батаљона стајаће војске са диктаторским овлашћењима да умири побуњене крајеве, а војницима у његовој служби одређена је дупла плата на терет побуњених крајева. Тројици судија Преког суда наређено је да доносе пресуде против побуњеника без права жалбе, а полицијским властима да их извршавају у року од 24 сата, укључујући и смртне казне на лицу места. Сутрадан су укинути закони о слободи штампе и слободи збора и удруживања у целој земљи.

## Битка

### Планови устаника
Иако бројни, бољевачки устаници били су слабо наоружани, пошто су се залихе оружја и муниције и артиљерија налазиле у војним магацинима у Зајечару, који је био средиште Црноречког округа и локалне бригаде Народне војске. Једина шанса Бољевчана да се докопају довољно пушака, муниције и топова било је успешно заузимање Зајечара. У том циљу на Зајечар је упућена најборбенија јединица бољевачких устаника, летећи одред коњице. У најуспешније подухвате бољевачких устаника убрајало се формирање одреда коњице (по Добросаву Петровићу 30, а по извештајима власти 40-50 коњаника), који је прокрстарио села бољевачког среза, а упадао и у зајечарски и тимочки срез. На челу „летеће коњице“ били су млади људи, пуни енергије и спремни на подвиге: Петар Антић, Добросав Петровић, Живко Никодијевић и Стојадин Пајкић, трубач народне војске. Они су извршавали најопасније задатке. У„походним војничким оделима“ за разлику од сељачки одевених војника, деловали су као права војска. Изненадним упадима у удаљенија села проширивали су терен покрета, на једној страни мобилисали људе, доводили их у логор код Честобродице, на другој уносили немир у круг противника изазивајући осећање несигурности. Преко њих упућиване су хитне поруке радикалским првацима околних округа да што пре подигну буну попут ове у Бољевцу. Помоћу њиховог одреда приступило се и остварењу плана да се продре у средиште округа, Зајечар, узбуни и наведе тамошње становништво да се прикључи покрету и на тај начин олакша зајечарским радикалима да преузму власт.
Зајечарска операција народне војске заснивала се на договору (стварном или претпостављеном није се утврдило) радикалских првака из Бољевца и Зајечара. О овом договору нема аутентичних докумената, могуће је да није постојао, али бунтовници (нарочито предводници) који су дошли на Зајечар имали су основу за уверење да ће зајечарски прваци незадовољног народа деловати у духу једног таквог договора. Јер, судећи по аналогији, сва три дотадашња бунтовничка средишта, Бољевац, Бања и Књажевац, у датом моменту су се прикључила устанку и преузела руководећу улогу у границама својих рејона на сличан, готово истоветан начин, упадом бунтовника из околних места.

### Окршај
На Зајечар бунтовнички одреди напали су 27. октобра рано ујутру, у 5 часова и 30 минута, користећи се густом маглом која се надвила над градом и његовим војним упориштима на Краљевици, где су се налазили шанчеви топовских батерија. У то време ту су биле постављене три брдске батерије са по четири топа, укупно дванаест топова, чија је посада (састављена од „послуге, коњоводаца и чувара“) бројала, према извештају команданта, 193 војника. Неколико десетина војника, коњика и пешака, било је размештено у дивизијском штабу и око војних зграда. Тога дана, по раније добијеном налогу, помоћник команданта Тимочке дивизије потпуковник Јурковић спремао се да са једним малим одредом нападне „и од непријатеља очисти“ бунтовничко село Планиницу. Међутим, пошто је „процурила“ вест да ће „бунтовници из оближњих села ...напасти“ Зајечар, Јурковићу је успело да на време изда наређење за приправно стање и „за експлозију“ барутног магацина у случају да се приближе бунтовници.
Бунтовничким одредима успело је у првом налету, упркос ватре из пушака и топова, да освоје шанац у којем су се налазили топови две батерије. Да су имали спремнији командни кадар па да су успели да оспособе „чистилицама заглављене топове“, ратна срећа би се сигурно окренула са далекосежнијим последицама у корист бунтовничких одреда. Овако су јурили насумце „ка барутном магацину и вароши“. Већ изненадна експлозија барутане не мало их је збунила. Ипак су успели да продру у варош.
Потпуковник Јурковић, суочен са неочекивано великом масом бунтовника, морао је да се ограничи на одбрану касарни и преосталих војних упоришта „до подножја Краљевице“. У томе је захваљујући стручно вођеној паљби, иако свега из двадесетак пушака, успео. Посада I батерије, са четири брдска топа, успела је такође да се одбрани добро усредсређеном ватром само из пушака и чак да извуче топове из обруча бунтовника.
Зле последице стихијског ратовања народне војске испољиле су се у потпуности код јединица које су продрле у варош. Напречац су „заузели начелништво и среску канцеларију“, поставили „око њих страже“, прекинули, како је било предвиђено, и „телеграфску жицу“, али онда, опијени постигнутим успесима, одједном су почели да се растурају по малим групама.
Сконцентрисали су се на појединачне испаде у очекивању сусрета са представницима нове власти из редова зајечарских радикалских бунтовника, како им је то било обећано и како је то било предвиђено, бар са њихове стране. Уместо тога појавио се међу њима кмет општински, Алекса Тодоровић, са позивом да се разиђу, умире, повинују законима реда и поретка, потчине команди официра. Добош којим се очекивало, као у сличним приликама у другим местима, оглашавање прокламације новог окружног народног одбора за прикључење народном покрету, такође је обнародовао само наређење старе општинске управе и „заповести“ команданта Јурковића.
Од непредвиђеним дочеком изненађених бунтовника, растурених на све стране, остављених да се снађу како сами знају и умеју, није било тешко изненадним препадима добро обучених, иако малобројних војника под командом искусних официра изнудити предају, нагнати их на повлачење или бекство. Тако се десило оно најмање очекивано, да су бунтовници тек што су успели победоносно да продру у град, савлађујући отпор противника, већ после неколико сати га препустили, без отпора, истим противницима. Нешто после 10 часова, још се магла није подигла, „мир и ред“ у Зајечару су опет били успостављени. У руке власти, војних и цивилних, доспело је преко 130 заробљеника, који су се предали без борбе. Остали су се успели извући из града.

## Последице
Овим поразом, побуна у зајечарском срезу угушена је у самом зачетку и Бољевац је остао једино жариште буне у Црноречком округу. Да би слика овог пораза на домаку победе била још поразнија, отприлике у то време или само нешто касније књажевачки устаници су већ „хитали друмом зајечарским“ да у садејству са Бољевчанима освоје Зајечар и принуде његову посаду на предају. У међувремену, истог дана главнина бољевачке народне војске, смештене у логору на Столици, распоређене на висовима Честобродице, претрпеће одлучујући пораз у бици против далеко надмоћнијих трупа (надмоћнијих у оружју и обуци) стајаће војске.